# Zamek w Łokaczach
Zamek w Łokaczach – zamek zbudowany na bagnach pod miasteczkiem blisko wsi Kozłówka (Козлів).

## Historia
O zamku pierwszy raz wspomina lustracja z 1545 r. Ludwik Wilga, starosta grabowiecki wyjednał w 1778 r. dla miasteczka prawo do czterech jarmarków. Król Polski Stanisław August Poniatowski był tu przez niego przyjmowany dwukrotnie w: 1781 i 1787 r. Zamek już wtedy musiał być zrujnowany, bo Wilga przyjmował króla w swoim domu położonym w miasteczku. Pod koniec XIX w. zostały tylko okopy i resztki murów zamku.

## Właściciele
W 1545 r.  Łokacze były własnością książąt Czartoryskich, później Sanguszków, wreszcie należały do ordynacji ks. Ostrogskich. W 1753 r. wraz z sąsiednim Latowiżem i dziewięcioma wioskami darowane zostały przez ks. Janusza Sanguszkę Franciszkowi Salezemu Potockiemu pod warunkiem dostarczania siedmiu zbrojnych i konnych do obrony kraju. Od Potockich Łokacze przeszły do Wilgów.